# Glomeris lusitana
Glomeris lusitana är en mångfotingart som beskrevs av Karl Wilhelm Verhoeff 1909. Glomeris lusitana ingår i släktet Glomeris och familjen klotdubbelfotingar. Inga underarter finns listade i Catalogue of Life.